# アントロポゾフィー協会
アントロポゾフィー協会（ -きょうかい、独: Anthroposophische Gesellschaft）は、人智学（アントロポゾフィー）運動の創始者ルドルフ・シュタイナー（1861年-1925年）の支持者たちが1912/3年に結成した団体、および、1923年末に最晩年のシュタイナーが協会の立て直しを図って創設した団体である。人智学協会（じんちがくきょうかい）とも。
後者は正式名称を普遍アントロポゾフィー協会（一般人智学協会、独: Allgemeine Anthroposophische Gesellschaft）といい、今日に至るまでスイスのバーゼル近郊の都市ドルナハに協会本部ゲーテアヌムを置いている国際的な会員組織である。

## 名称
冒頭に述べたように、今日現存する「人智学協会」（アントロポゾフィー協会）と通称される団体の正式名称は「普遍アントロポゾフィー協会」である。したがって「アントロポゾフィー協会」（人智学協会）と「普遍アントロポゾフィー協会」（一般人智学協会）は厳密には同義ではない。
ルドルフ・シュタイナーが直接的に協会運営に関わっているという点や協会組織の構成から、1912/3年にドイツで設立された「アントロポゾフィー協会」と1923年にスイスのドルナハで設立された「普遍アントロポゾフィー協会」は区別する必要がある。しかし前者は後者の前身であるから、両者を包括して「アントロポゾフィー協会」と呼ぶことも可能である。現代において「アントロポゾフィー協会」という表現が用いられる場合、それは通常、ゲーテアヌムに本部を置く“現存する”アントロポゾフィー協会を指す。ただし上述の背景により、広義には1912/3年創立の「アントロポゾフィー協会」もそれに含まれる。

## 沿革

### 前身
1902年10月、ベルリンで「神智学協会ドイツ支部」が設立された。これは1880年代からの歴史を有するドイツ神智学協会に由来するが、神智学協会分裂後のいわゆるアディヤール派のドイツ・セクションであり、インドのアディヤールに置かれた協会本部に直属する組織であった。創立には、後にアディヤール神智学協会の会長に就任するアニー・ベサントがヘンリー・スティール・オルコットの署名した参事証書を持参して同席している。そしてこの神智学協会ドイツ支部においてヴィルヘルム・ヒュッベ・シュライデンの推薦で初代事務総長に就任したのは、同年1月に神智学協会に入会していたルドルフ・シュタイナーであった（同時に、後の妻になるマリー・フォン・ジーフェルスが秘書に就任）。
神智学協会ドイツ支部の中で展開されていた思想は神智学（テオゾフィー）ではなく人智学（アントロポゾフィー）であったとルドルフ・シュタイナー自身は告白している。神智学協会ドイツ支部の会員の大部分が1912/3年のアントロポゾフィー協会創立に際して移籍していることなども考慮すれば、神智学協会ドイツ支部も“広義の”アントロポゾフィー協会に含まれると考えることができる。シュタイナー学派の学者は同協会を「アントロポゾフィー協会の誕生前史」とみなしている。神智学協会ドイツ支部（1902年）、アントロポゾフィー協会（1912/3年）、普遍アントロポゾフィー協会（1923年）という三つの協会は、ルドルフ・シュタイナーという人物と人智学という思想に密接に関係しているという点において、本質的に同じ性格のものである。

### 協会の設立
“最初の”人智学協会は、シュタイナーが代表を務める「神智学協会ドイツ支部」が当時の神智学協会から分離独立する形で1912/3年に設立された。
分裂に至った経緯は以下の通りである。1907年に神智学協会会長に就任したアニー・ベサントは、西洋のキリスト教的な道に傾いているシュタイナーについて、東洋志向の自分たちとは方向性を異にしていることを指摘しながらも、表面的には高く評価する態度を見せていた。しかし実情ではすでにこの頃、両者間には潜在的な不和が生じていた。1911年、ベサントは、自分の養育してきたインド人少年ジッドゥ・クリシュナムルティを世界教師となる資質をそなえた来るべきメシアであると宣言し、これを代表に据えた「東方の星教団」を設立した。これをきっかけにシュタイナーとベサントの対立は顕在化する。ベサントは西洋人に対してはクリシュナムルティはキリストの再来だと説明したが、キリストが現代に再受肉したという考えはシュタイナーにとって是認しうるものではなかった。シュタイナーは東方の星教団に参加した者は自分の率いるドイツ支部の会員にとどまることはできないと宣言する。これを承けてベサントは神智学協会の総会においてシュタイナーのドイツ支部の設立許可を取り消し、一方、一部を除くシュタイナー支持のドイツの神智学徒たちはベサントの辞職を要求した。1912年末までに両者は完全に決裂し、シュタイナーに従って神智学協会を脱退した人々によって翌年初めに人智学協会が設立された。
この最初のアントロポゾフィー協会組織の代表者はミヒャエル・バウアー、マリー・フォン・ジーフェルス、カール・ウンガーの3名であり、人智学運動の創始者であるルドルフ・シュタイナーは協会運営には携わらず、自身は同協会の会員になることすらなかった。シュタイナーはあくまでも精神的な指導者として、協会の外から協会活動に関与したのである。

### 協会の発展的解消と再編
会員数の急激な増加と、それに伴う組織内の人間関係（方向性）の複雑化、人智学に基づく学校や病院などの関連組織の創立に伴う問題、さらには協会外で強まる人智学に対する反対運動により、人智学協会の組織は根本的な刷新を迫られる。とりわけ、シュタイナー自身の手によって設計され、人智学運動の中心となっていた木造のゲーテアヌムが放火によって1922年の大晦日に焼失したことは決定的な出来事であった。
シュタイナーは1923年にヨーロッパ各国に自立した「邦域協会」を設立し、同年クリスマス期に、それらを包括する形での「普遍アントロポゾフィー協会」を約800名の会員と共に設立した（クリスマス会議）。この協会の設立に際してシュタイナーはアルベルト・シュテッフェン、マリー・シュタイナー、イタ・ヴェーグマン、エリーザベト・フレーデ、ギュンター・ヴァックスムートらと共に協会理事会を組織し、自身は創立理事長に就任する（このとき、中央経営陣である協会理事会はドルナハのゲーテアヌムに移されたので、以降同協会本部は「ゲーテアヌム」と呼ばれるようになる）。そして、この協会こそが“現存する”アントロポゾフィー協会なのである。

## 普遍アントロポゾフィー協会
普遍アントロポゾフィー協会は1923年の創立に際して同年各国に組織された自立した邦域協会を前提としていることから、これを機能的には“国際”アントロポゾフィー協会と呼ぶことができる。しかしシュタイナーは、創立集会において新しく設立されるべき協会を“普遍”アントロポゾフィー協会 (Allgemeine Anthroposophische Gesellschaft) と呼ぶことを提案した。この「普遍的な」という意味のドイツ語の形容詞 allgemein は「一般的な」という意味でもあり、Allgemeine Anthroposophische Gesellschaft は「一般人智学協会」と訳されることもある。
初代理事長に就任したルドルフ・シュタイナーによって提案され、1923年の創立時に採択された15条から成る協会定款の第1条は、普遍アントロポゾフィー協会の本質を最も端的に表現している。
この表現からも明らかなように、協会の会員は必ずしも人智学という特定の思想の信奉者である必要はなく、「内面生活（独: das seelische Leben）を認識に基づいて育成していこうという意志」が重視される。会員になるために求められる条件については後述する。
アントロポゾフィー協会の会員は世界78ヶ国に約5万人おり、各会員は地理的条件や学問的・芸術的興味を背景として協会内で支部（独: Zweig）、あるいはグループ（独: Gruppe）を構成している。特に会員数の多い国では邦域協会（独: Landesgesellschaft）という自立したドメスティックな組織を結成する（この場合、その国の支部やグループは邦域協会に包括される）。そして例外的に、これらの邦域協会ならびに支部・グループに属さない会員、すなわちアントロポゾフィー協会に直接的に属している個人会員がいる。それゆえにアントロポゾフィー協会は「邦域協会、支部・グループならびに個人会員によって構成される」という表現を用いる。
また、協会の特性として、宗教組織ではなく研究振興組織であるということ（協会定款第9条）、政治参加を協会の課題（目的）としていないことや、いわゆる秘密結社ではないこと（いずれも同第四条）などが挙げられる。

### 精神科学自由大学
普遍アントロポゾフィー協会内には、特定の精神的・霊的分野を追求する団体である精神科学自由大学（独: Freie Hochschule für Geisteswissenschaft）がある。協会はこれを協会活動の中核とみなしている（協会定款第5条）。協会の目的が「霊的・精神的な領域の“研究の振興”」であるのに対して、大学の目的は同領域の“研究そのもの”である（同第9条）。ルドルフ・シュタイナーは人智学を「Geisteswissenschaft（精神科学、霊学）」と呼んでいる点からも、普遍アントロポゾフィー協会は「精神科学自由大学のために存在する」と言うこともできる。なぜならば、学問の振興（協会）には研究組織（大学）が不可欠だからである。大学という学問的「源泉」によって協会の活動には意味が生じるのである。
同大学は三階級構成になる予定であったが、設立はシュタイナーの死によって中断された。シュタイナーの生前に第一階級はすでに構築されていたが、大学の構成はシュタイナーに一任されていることから（同第7条）、現在もなお第二階級と第三階級は存在しない。
大学は、以上のような階級（独: Klasse）という上下構造と、部門（独: Sektion）という縦割の構造をもっている。部門構成の大部分もまた、創立時のシュタイナーの構想に由来するが、現在までに若干の組織再編がある。現存する部門は以下の11部門である。
- 一般アントロポゾフィー部門
- 数学・天文学部門
- 医学部門
- 自然科学部門
- 農業部門
- 教育部門
- 造形芸術（美術）部門
- 朗唱・音楽部門
- 美学部門
- 社会学部門
- 青年部門

### 会員の条件
協会の会員になるためには人智学という思想の信奉者である必要はないということはすでに述べたが、会員になるための唯一の条件と呼べるものは精神科学自由大学と関係している。
協会定款第4条によると、アントロポゾフィー協会の入会には国籍・地位・宗教、あるいは学問的・芸術的見解といった事柄は一切問われず、精神科学自由大学を「ある種正当なもの」とみなす者ならば誰でも会員になることができる、とある。つまり、ここで問題になっているのは人智学という理念ではなく、ゲーテアヌムという現実の組織への肯定である。そもそも、協会組織の中枢に疑問をもつ者は、その協会への入会を希望しないはずであり、この第4条に書かれた条件は事実上の無条件であると言ってよい。実際、協会の入会に際して「大学の正当性を認めるか」という問い立てがなされるわけではない。協会公式ホームページでは「求められるのは信仰告白（独: Bekenntnis）ではなく興味」であると書かれている。
しかし協会への入会に比べて、大学への入学は無条件ではない。協会に2年以上在籍した者は、人智学の基礎知識を習得していることを前提に大学入学申請を行うことができる。申請者は大学の責任者の面接を受け、合格すれば入学が認められる。こうした一連の手続きは、通常の大学の入学手続きと本質的に異ならない（ただし、入学申請は随時行うことができる）。

## 日本の協会組織
ゲーテアヌム公式サイトは、日本に存在する普遍アントロポゾフィー協会の組織として以下のものを挙げている。
- Anthroposophische Gruppe in Japan （NPO法人日本アントロポゾフィー協会）
- Anthroposophische Gesellschaft Shikoku-Anthroposophie-Kreis （四国アントロポゾフィークライス）
- Anthroposophische Gesellschaft Michael Zweig Tokio（一般社団法人 普遍アントロポゾフィー協会 - 邦域協会日本 ）

その他、ゲーテアヌム直属の組織ではない、「日本人智学協会」が存在する。